# چوایچیرو کاواراساکی
چوایچیرو کاواراساکی (به ژاپنی: 河原崎 長一郎 かわらさき ちょういちろう) ۱۱ ژانویهٔ ۱۹۳۹ – ۱۹ سپتامبر ۲۰۰۳)، او یک بازیگر ژاپنی است.
از فیلم‌ها یا برنامه‌های تلویزیونی که وی در آن نقش داشته است می‌توان به ۱۳ آدم‌کش (فیلم ۱۹۶۳) در نقش «ماکینو یاسوئه» (牧野妥女) اشاره کرد.